# Ewelina Kamczyk
Ewelina Kamczyk (Wodzisław Śląski, 22 febbraio 1996) è una calciatrice polacca, centrocampista del Fleury e della nazionale polacca.

## Carriera

### Club
Kamczyk ha iniziato la carriera nel Ludowy Klub Sportowy Krzyżanowice, club con sede nell'omonima cittadina del voivodato della Slesia, giocando nelle sue formazioni giovanili fino ai tardi anni duemila.
Dopo aver indossato per due stagioni, dal 2011 al 2013, la maglia del Czarni Gorzyce, la successiva estate si trasferisce alle campionesse di Polonia in carica dell'Unia Raciborz, squadra con la quale fa il suo esordio in Ekstraliga Kobiet. La scelta si rivelerà infelice in quanto il club di Racibórz, in sempre maggiori difficoltà finanziarie, a fine campionato, terminato all'ultimo posto, decise di non iscrivere la squadra al campionato di cadetteria svincolando le propri tesserate.
Nell'estate 2014 si trasferisce al Medyk Konin per quella che diventa la sua prima stagione di successo. Condivide con le compagne  la conquista del primo titolo di Campione di Polonia per sè e per il club di Konin e alla terza vittoria consecutiva in Coppa di Polonia battendo in finale per 5-0 le contendenti del Górnik Łęczna.
Nel corso della successiva sessione estiva di calciomercato Kamczyk di accasa alle finaliste di Coppa 2015, rimanendo legata per le seguenti sei stagioni al club di Łęczna. In questo periodo arrivano le maggiori soddisfazioni professionali, diventando fin dalla stagione 2015-2016 una importante pedina nel reparto offensivo della squadra. Dopo aver chiuso al vertice della classifica marcatrici, con 29 reti, il campionato 2016-2017, continua a essere fondamentale per la conquista, dalla stagione seguente, di tre campionati consecutivi per il club, 2017-2018, 2018-2019 e 2019-2020, ai quali si uniscono due Coppe e due vittorie nella classifica marcatrici del campionato.
Nell'estate 2021 coglie l'occasione per continuare l'attività all'estero per la prima volta in carriera, trasferendosi in Francia dopo aver sottoscritto un contratto con il Fleury.

## Statistiche

### Presenze e reti nei club
Statistiche (parziali) aggiornate al 8 giugno 2025.
| Stagione        | Squadra         | Campionato      | Campionato | Campionato | Coppe nazionali | Coppe nazionali | Coppe nazionali | Coppe continentali | Coppe continentali | Coppe continentali | Altre coppe | Altre coppe | Altre coppe | Totale | Totale |
| Stagione        | Squadra         | Comp            | Pres       | Reti       | Comp            | Pres            | Reti            | Comp               | Pres               | Reti               | Comp        | Pres        | Reti        | Pres   | Reti   |
| --------------- | --------------- | --------------- | ---------- | ---------- | --------------- | --------------- | --------------- | ------------------ | ------------------ | ------------------ | ----------- | ----------- | ----------- | ------ | ------ |
| 2021-2022       | Fleury          | D1              | 22         | 0          | CF              | 4               | 5               | -                  | -                  | -                  | -           | -           | -           | 26     | 5      |
| 2022-2023       | Fleury          | D1              | 22         | 8          | CF              | 4               | 2               | -                  | -                  | -                  | -           | -           | -           | 26     | 10     |
| 2023-2024       | Fleury          | D1              | 20         | 7          | CF              | 5               | 1               | -                  | -                  | -                  | -           | -           | -           | 25     | 8      |
| 2024-2025       | Fleury          | PL              | 22         | 4          | CF              | 2               | 2               | -                  | -                  | -                  | -           | -           | -           | 24     | 6      |
| 2025-2026       | Fleury          | PL              | -          | -          | CF              | -               | -               | -                  | -                  | -                  | -           | -           | -           | -      | -      |
| Totale Fleury   | Totale Fleury   | Totale Fleury   | 86         | 19         | -               | 15              | 10              | -                  | -                  | -                  | -           | -           | -           | 101    | 29     |
| Totale carriera | Totale carriera | Totale carriera | 86         | 19         | -               | 15              | 10              | -                  | -                  | -                  | -           | -           | -           | 101    | 29     |

## Palmarès

### Club
- Campionato polacco: 4

Unia Raciborz: 2014-2015
Górnik Łęczna: 2017-2018, 2018-2019, 2019-2020
- Coppa di Polonia femminile: 2

Górnik Łęczna: 2017-2018, 2019-2020

### Nazionale
- Campionato d'Europa under 17: 1

2013
- Istria Cup: 1

2015

### Individuale
- Capocannoniere del campionato polacco: 3

2016-2017 (29 reti), 2017-2018 (35 reti), 2018-2019 (35 reti)